# رعد العملاق
رعد العملاق (بالإنجليزية: The New Adventures of Gigantor‎؛ باليابانية: 太陽の使者 鉄人28号) هو مسلسل رسوم متحركة أنمي ياباني أنتجته طوكيو موفي شينشا سنة 1980. وبثته شبكة تلفزيون نيبون في الفترة من 3 أكتوبر 1980 إلى 25 سبتمبر 1981 على مدى 51 حلقة. وهذا المسلسل هو إعادة صناعة للنسخة الأولى التي صدرت منه سنة 1963. عرض على عدة محطات عربية سنة 1986.

## القصة
في نهاية الحرب العالمية الثانية، كانت القوات اليابانية تصنع سلاحا خارقا سرياً الذي سيحمي الإمبراطورية اليابانية ويجعل الحرب لصالحا. بعد 27 محاولة استطاعت القوات ان تصنع رجلا آليا ذو تحكم عن بعد. ولكن في تلك الآونة كانت الحرب قد انتهت فأصبح الرجل الآلي للاستخدام المدني تحت سيطرة حسام الذي يبلغ عمره ال12. القصة عن ولد اسمه حسام ابن دكتور ومخترع كبير، وهو الدكتور فريد الذي اخترع رعد العملاق (الرجل الحديدي) قبل أن يتوفى. وقد تولى الدكتور كمال صديق الدكتور فريد رعاية الولد اليتيم حسام حتى أصبح في الشرطة الدولية بمقاومة الشر بالمعاونة مع رعد العملاق والكابتن سريع. وبكل حلقة شرير جديد ومغامرة جديدة.

## الدبلجة العربية
قام بدبلجة المسلسل الثاني من العمل وهو الوحيد الذي دبلج للعربية عدد من الفنانين العرب والذي ما زالت أصواتهم الرنانة في ذهن المشاهدين وبلغ عدد الحلقات المدبلجة 51 حلقة، تم إنتاج الدبلجة العربية في سنة 1986، والفنانين الذين قاموا بالدبلجة هم :
- وفاء طربيه
- عماد فريد
- مروان حداد
- خالد السيد
- سوزان بيرقدار
- ريما حداد
- ندى البابا
- رضوان راضي
- مروان محمد
- محمد صفوان
- تسجيل الصوت : فواز الحارثي
- المزج الصوتي : ثناسي ارفانيدس
- العمليات الصوتية : تون استيديو-اثينا
- تنفيذ الإنتاج : مروان عكاوي
- الإشراف الفني :المركز العربي للدوبلاج - تيلي ميديا-اثينا

## وصلات خارجية
- رعد العملاق على موقع IMDb (الإنجليزية)
- رعد العملاق على موقع كينوبويسك (الروسية)
- رعد العملاق على موقع قاعدة بيانات الفيلم (الإنجليزية)
- رعد العملاق على موقع ANN anime (الإنجليزية)